# Elecciones presidenciales de Ucrania de 2014
Las elecciones presidenciales de Ucrania de 2014 fueron las elecciones a la presidencia ucraniana para el período 2015-2019. Estaba previsto que se celebrasen el 26 de febrero de 2015, pero tras el Euromaidán se adelantó la fecha al día 25 de mayo de 2014.
Tuvieron lugar en un clima de tensión en el este del país, ya que cinco millones de censores no pudieron participar en el sufragio debido al boicoteo de los insurgentes prorrusos, que se negaron a abrir los colegios electorales.
El magnate Petró Poroshenko venció en la primera vuelta de las elecciones, con el 54,70 % de los votos. En segundo lugar se posicionó Yulia Timoshenko, con el apoyo del 12,81 % de los sufragios, seguida por el candidato del Partido Radical de Ucrania, Oleh Lyashkó, que obtuvo un respaldo del 8,32 %.

## Contexto

### Euromaidán
La noche del 21 de noviembre de 2013, en Kiev, tuvieron lugar las primeras manifestaciones de índole europeísta debido a la suspensión de la firma del Acuerdo de Asociación y el Acuerdo de Libre Comercio entre Ucrania y la Unión Europea.
Tras varios meses de protestas y disturbios y luego del llamado Jueves Negro (20 de febrero de 2014) en el que murieron más de 60 manifestantes en este marco de tensión, el 22 de febrero, por la mañana, los manifestantes opositores tomaron las riendas del país y ocuparon las principales instituciones con sede en Kiev. La Rada Suprema tomó el control del país y Oleksandr Turchínov asumió la coordinación del Gobierno y la presidencia del Parlamento, cayendo así el gobierno de Víktor Yanukóvich.

### Crisis, intervención militar rusa e independencia de Crimea
En el contexto del Euromaidán se inició una serie de manifestaciones de rusófilos —en su mayoría rusos étnicos y ucranianos rusófonos— opuestos a los eventos ocurridos en Kiev y que anhelaban estrechar sus vínculos (o inclusive integrarse) con la Federación de Rusia. Luego varios gobiernos regionales propusieron referendos separatistas y se produjo una intervención militar, donde las Fuerzas Armadas de Rusia se desplegaron en la península de Crimea y en Sebastópol, con el objetivo, según el Kremlin, de garantizar la integridad de los ucranianos prorrusos habitantes de Crimea y las bases rusas estacionadas allí, hasta que se normalizara la situación sociopolítica; desoyendo las advertencias de no invadir lanzadas por Estados Unidos y Kiev.
Previamente, las autoridades de Crimea —de ideología prorrusa— habían solicitado la asistencia del gobierno de Moscú después de que el gobierno autoproclamado de Kiev —cuya cabeza visible es Oleksandr Turchínov— introdujera una ley para abolir el uso oficial de toda lengua distinta al ucraniano. El primer ministro de Crimea, Serguéi Aksiónov, había asegurado que la idea del pueblo de Crimea no es separarse de Ucrania, pero quieren proteger sus intereses.
De manera independiente a los resultados del referéndum, el Ayuntamiento de la ciudad de Sebastópol adoptó el 6 de marzo la decisión de formar parte de Rusia como territorio federal, mientras que unos días después, el 11 de marzo y junto al Parlamento de Crimea, proclamó su independencia de Ucrania, declarando la República de Crimea con 78 votos a favor de un total de 100 miembros. La acción fue considerada legítima por Rusia, pero no por Estados Unidos y el gobierno en Kiev. La Rada Suprema de Ucrania amenazó con iniciar el proceso de disolución del Parlamento de Crimea si las autoridades de la península continuaban con el proceso de anexión a Rusia.
El 18 de marzo fue firmado el tratado de anexión de Crimea y Sebastopol a Rusia.

### Crisis en el este ucraniano y pedido de Rusia para anular los comicios
El 22 de febrero comenzaron en el sudeste del país una serie de manifestaciones a favor de Rusia. Con posterioridad las protestas se intensificaron, calificándose de conflicto social o «insurgencia separatista», y dando paso a enfrentamientos armados que incluyeron combates de distintas proporciones y la captura de prisioneros de ambos bandos, cuando el gobierno en Kiev comenzó una serie de operaciones militares para recuperar el control de varias zonas. Anteriormente, activistas prorrusos autoproclamaron la República Popular de Donetsk y la República Popular de Járkov. Luego, fue declarada también la República Popular de Lugansk.
La exjefa de gobierno ucraniana, Yulia Timoshenko, culpó a Rusia de la crisis y aseguró que «los disturbios fueron organizados por los servicios secretos rusos y que Moscú intenta dividir a la población ucraniana a fin de impedir las elecciones del 25 de mayo». El gobierno ruso, que ha criticado numerosas veces el accionar de Kiev, ha pedido anular las elecciones al considerar que los comicios «no tienen sentido en medio de los enfrentamientos violentos». Un portavoz del Kremlin de Moscú dijo que las elecciones en el contexto de violencia son «absurdas».
Barack Obama, el presidente de Estados Unidos, y Angela Merkel, la canciller alemana, advirtieron a Rusia que enfrentará sanciones en sectores clave de su economía si interfiere con las elecciones.

## Referéndum sobre la unidad territorial
El 30 de abril, el Gobierno ucraniano anunció que planea llevar a cabo un referéndum sobre la unidad territorial del país el mismo día de las elecciones. El gobierno se ha mostrado dispuesto a conceder garantías adicionales al estatus del idioma ruso en el este del país. El primer ministro ucraniano, Arseni Yatseniuk también avisó de que habrá «una importante remodelación del gabinete si no se consigue cumplir la aspiraciones de los ciudadanos».
Al mismo tiempo se está convocando un referéndum en Donetsk para el 11 de mayo donde se consultará sobre la independencia de la República Popular de Donetsk y otro el mismo día en Lugansk, donde los habitantes deberán decidir si la región mantiene su actual estatus dentro de Ucrania o si quieren que se convierta en una entidad autónoma. Luego habrá otro el 18 de mayo, donde se les pedirá su opinión sobre si quieren que la región sea independiente o se convierta en parte de Rusia. Con la propuesta del 30 de abril, el gobierno de Kiev pretendió anular dichas consultas.
El 5 de mayo, el primer ministro ucraniano propuso una «consulta no vinculante», en lugar de un referéndum, para determinar el nuevo modelo de Estado. Yatseniuk presentó ante la Rada Suprema un proyecto de ley sobre la celebración de dicha consulta el mismo día de las elecciones. Además encargó al vice primer ministro, Volodýmyr Groisman, que organizase debates regionales y municipales sobre la reforma constitucional. El Ministerio de Relaciones Exteriores de Rusia tachó la propuesta de «cínica» y «alejada de la realidad» y también dijo que la consulta «no conducirá a nada más que a un mayor agravamiento de la crisis».
El presidente ruso, Vladímir Putin, llamó a los sectores de oposición al gobierno central de Kiev a posponer el referéndum para la autonomía de Donetsk y Lugansk previsto para el 11 de mayo. El candidato a la presidencia de Ucrania Petró Poroshenko aseguró que la situación en el este de Ucrania puede mejorar gracias a ese llamamiento. Sin embargo, el 8 de mayo los integrantes de la asamblea popular de Donetsk y el Consejo Civil de Lugansk decidieron no aplazar la celebración del referendo.

## Sistema electoral

### Circunscripciones territoriales

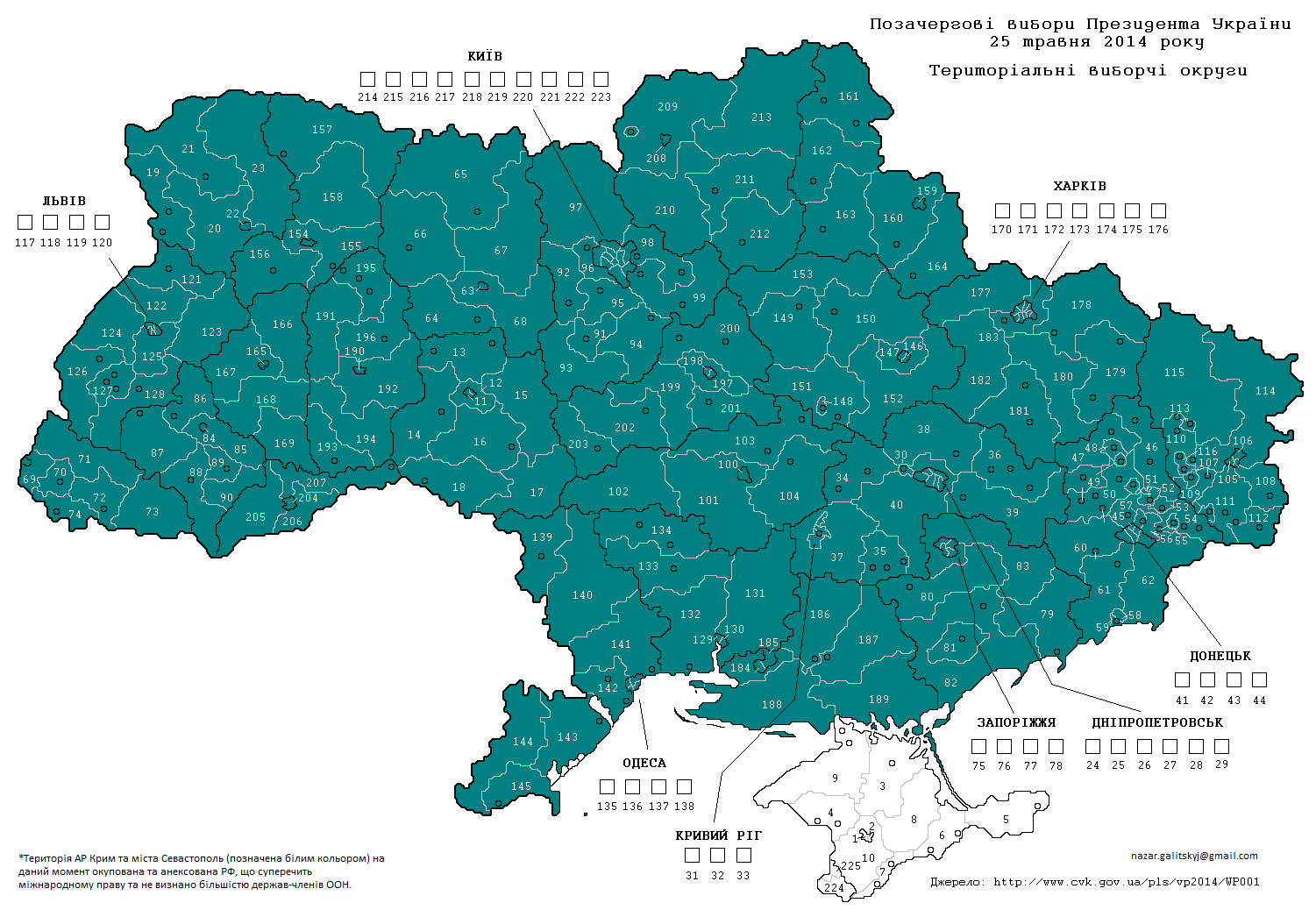
Mapa de las circunscripciones territoriales para las elecciones.

De acuerdo con la Resolución de la Comisión Electoral Central del 19 de octubre de 2009, en el territorio de Ucrania se establecieron 225 distritos electorales para las elecciones presidenciales. Tras el control ruso de Crimea, por la anexión de la península, el gobierno ucraniano informó que los ciudadanos crimeos que obtuvieron el pasaporte ruso tras la adehsión, conservan la nacionalidad ucraniana siempre que hayan conservado el pasaporte ucraniano, permitiendo así participar en las elecciones presidenciales y legislativas.

## Candidatos
21 candidatos participaron en las elecciones; siete de ellos fueron designados por  partidos políticos, mientras que 15 se autonominaron. 
Los candidatos podían nominarse a sí mismos en la Comisión Electoral Central de Ucrania desde el 25 de febrero hasta el 30 de marzo de 2014. La fecha límite para la inscripción de candidatos fue el 4 de abril de 2014. 

### Lista de candidatos inscritos
- Olha Bogomolets (independiente) (apoyada por el Partido Socialista de Ucrania)[35]
- Yuriy Boyko (autonominado)
- Mykhailo Dobkin (Partido de las Regiones)
- Andriy Hrynenko (independiente)
- Anatoliy Hrytsenko (Posición Civil)[36]
- Valeriy Konovalyuk (independiente)
- Vasyl Kuybidá (Movimiento de las Personas de Ucrania)
- Renat Kuzmín (independiente)
- Oleh Lyashkó (Partido Radical)
- Mykola Malomuzh (independiente)
- Petró Poroshenko (independiente) (apoyado por UDAR)
- Vadim Rabinóvich (Independiente)
- Volodýmyr Saránov (independiente)
- Serhiy Tihipko
- Oleh Tyahnybok (Svoboda)
- Yulia Tymoshenko (Batkivshchyna)
- Dmytró Yárosh (autonominado)

### Candidatos retirados

#### Antes del plazo
- Natalia Korolevska (independiente), se retiró el 1 de mayo.
- Oleg Tsariov (auto-nominado), diputado prorruso del Partido de las Regiones, se retiró el 29 de abril haber sufrido un linchamiento por un grupo de nacionalistas ucranianos a la salida de un canal de televisión y tras recibir amenazas de muerte. En junio la Rada Ucraniana le retiró su inmunidad diplomática y ordenó su detención.

#### Después del plazo
- Oleksandr Klymenko (Partido Popular de Ucrania), se retiró el 17 de mayo y apoyó a Petró Poroshenko.
- Zoryan Shkiryak (independiente), se retiró el 10 de mayo.
- Petró Simonenko (Partido Comunista de Ucrania), se retiró el 16 de mayo tras alegar ilegitimidad del proceso electoral. Tras el Euromaidán, los 32 parlamentarios del Partido Comunista habían sido expulsados de la Rada Suprema y el gobierno en funciones había iniciado un proceso de persecución que culminó en diciembre de 2014 con la ilegalización del Partido Comunista y un proyecto de Ley para la prohibición de la propaganda comunista.
- Vasyl Tsushkó (independiente), se retiró el 22 de mayo.

La Comisión Electoral Central no pudo quitar de las papeletas los nombres de los candidatos que se retiraron después de la fecha límite de retiro (1 de mayo), por lo que éstos también recibieron votos.

#### Candidatos rechazados
La Comisión Electoral Central rechazó algunas solicitudes para la inscripción de candidatos al inicio del proceso. Se negó a registrar a O. Burnashova, V. Marynych, A. Makhlai, A. Kucheryávenko, V. Chopei, L. Rozhnova, L. Maksymenko, D. Myroshnychenko, P. Rekal, T. Onopriyuk y Z. Abbásov. El 3 de abril de 2014, la CEC rechazó a otros tres candidatos: un hombre llamado Darth Vader (cuya verdadera identidad no se pudo averiguar),[cita requerida] Evhen Térejov y Yuriy Ivanitsky.
El 29 de marzo de 2014, Vitali Klitschko (UDAR) respaldó a Petró Poroshenko, y anunció que sería candidato a alcalde de Kiev, en la elección local que tuvo lugar junto a la elección presidencial.

## Encuestas
Los resultados de la encuesta se muestran en la tabla a continuación en orden cronológico inverso, mostrando el más reciente en primer lugar. La cifra porcentual más alta en cada encuesta se muestra en negrita, y el fondo sombreado en los dos principales candidatos con sus respectivos colores. La columna principal de la derecha muestra la diferencia porcentual entre los dos candidatos con las cifras más altas. Los resultados de la encuesta utilizan la fecha en que se llevó a cabo, en lugar de la fecha de publicación. Sin embargo, si dicha fecha no se conoce, la fecha de publicación se proporcionará  en su lugar.
| Fecha | Encuestador                          |                |                                                  |            |                |                          |                   |               |                          |                 | Otros | Diferencia |      |     |     |      |
| Fecha | Encuestador                          | Yanukovych PoR | Tihipko Independiente                            | Dobkin PoR | Klitschko UDAR | Tymoshenko Batkivshchyna | Tyahnybok Svoboda | Symonenko CPU | Poroshenko Independiente | Lyashkó Radical | Otros | Diferencia |      |     |     |      |
| --- | ------------------------------------ | -------------- | ------------------------------------------------ | ---------- | -------------- | ------------------------ | ----------------- | ------------- | ------------------------ | --------------- | ----- | ---------- | ---- | --- | --- | ---- |
| Fecha | Encuestador                          | 13–19 May      | Ukrainian National Academy of Pedagogic Sciences | –          | 8.0            | –                        | –                 | 13.3          | –                        | –               | Otros | Diferencia | 45.0 | 7.6 | 6.7 | 31.7 |
| 6–8 May | GfK                                  | –              | 10.6                                             | 4.6        | –              | 10.4                     | 1.5               | 3.2           | 47.9                     | 6.4             | 20.4  | 37.3       |      |     |     |      |
| 25–29 Apr | Razumkov Centre                      | –              | 6.7                                              | 4.2        | –              | 14.8                     | 1.9               | 4.5           | 47.7                     | 5.0             | 15.2  | 33.9       |      |     |     |      |
| Oleg Tsarov se retira oficialmente |                                      |                |                                                  |            |                |                          |                   |               |                          |                 |       |            |      |     |     |      |
| 9–16 Apr | SOCIS, KIIS, RATING, Razumkov Centre | –              | 7.4                                              | 6.0        | –              | 14.0                     | 2.1               | 5.6           | 48.4                     | 4.6             | 11.9  | 34.4       |      |     |     |      |
| 28 Mar – 2 Apr | Razumkov Centre, RATING              | –              | 8.8                                              | 5.2        | –              | 19.1                     | 2.3               | 4.6           | 42.3                     | 5.5             | 12.2  | 23.2       |      |     |     |      |
| Serhiy Tihipko es expulsado del Partido de las Regiones                                                                                                |                                      |                |                                                  |            |                |                          |                   |               |                          |                 |       |            |      |     |     |      |
| 31 Mar | Advanced Legal Initiatives           | –              | 19.6                                             | 1.2        | –              | 12.7                     | 3.6               | 3.5           | 42.0                     | 2.3             | 14.9  | 22.4       |      |     |     |      |
| Mykhailo Dobkin es seleccionado por el Partido de las Regiones como su candidato presidencial, Viktor Yanukovych es oficialmente expulsado del partido |                                      |                |                                                  |            |                |                          |                   |               |                          |                 |       |            |      |     |     |      |
| Vitali Klitschko se retira para postularse a alcalde de Kiev y respalda a Poroshenko                                                                   |                                      |                |                                                  |            |                |                          |                   |               |                          |                 |       |            |      |     |     |      |
| 14–26 Mar | International Republican Institute   | –              | 7.0                                              | 3.0        | 13.0           | 14.0                     | 3.0               | 4.0           | 27.0                     | –               | 18.0  | 13.0       |      |     |     |      |
| 14–19 Mar | SOCIS, KIIS, RATING, Razumkov Centre | –              | 10.0                                             | 5.3        | 12.9           | 12.0                     | 2.5               | 5.0           | 36.2                     | 5.0             | 11.1  | 23.3       |      |     |     |      |
| 4–18 Mar | GfK                                  | –              | 8.5                                              | 5.0        | 19.0           | 12.0                     | 1.5               | 7.0           | 39.5                     | –               | 7.9   | 20.5       |      |     |     |      |
| Viktor Yanukovych se retira oficialmente |                                      |                |                                                  |            |                |                          |                   |               |                          |                 |       |            |      |     |     |      |
| 1–6 Mar | Social Monitoring Centre             | –              | 11.4                                             | –          | 14.2           | 15.5                     | 3.7               | 6.4           | 13.7                     | 3               | –     | 1.3        |      |     |     |      |
| 25 Feb – 4 Mar | SOCIS                                | –              | 9.6                                              | –          | 21.3           | 14.1                     | 3.6               | 6.4           | 30.9                     | –               | 14.3  | 9.6        |      |     |     |      |
| 28 Feb – 3 Mar | KIIS                                 | –              | 13.3                                             | –          | 20.1           | 13.9                     | 2.8               | 8.3           | 32.8                     | –               | 8.8   | 12.7       |      |     |     |      |
| Revolución ucraniana y Crisis en Crimea |                                      |                |                                                  |            |                |                          |                   |               |                          |                 |       |            |      |     |     |      |
| 24 Jan – 1 Feb | SOCIS                                | 29.2           | –                                                | –          | 22.8           | 19.1                     | 2.8               | 4.3           | 15.9                     | –               | 6.0   | 6.4        |      |     |     |      |
| 17–26 Jan | SOCIS                                | 29.5           | –                                                | –          | 21.6           | 20.8                     | 4.7               | 5.7           | 13.0                     | –               | 4.6   | 7.9        |      |     |     |      |
| 2014 |                                      |                |                                                  |            |                |                          |                   |               |                          |                 |       |            |      |     |     |      |
| 23–27 Dec | R&B Group                            | 36.0           | –                                                | –          | 19.9           | 11.2                     | 5.7               | 5.4           | 11.0                     | –               | 10.7  | 16.1       |      |     |     |      |
| 7–17 Dec | RATING                               | 28.2           | –                                                | –          | 22.7           | 23.2                     | 5.5               | 6.3           | 8.0                      | –               | 6.1   | 5.0        |      |     |     |      |
| 26 Oct – 8 Nov | IFES                                 | 31.0           | –                                                | –          | 30.0           | 17.0                     | 6.0               | 9.0           | –                        | –               | 7.0   | 1.0        |      |     |     |      |
| 30 Sep – 8 Oct | Razumkov Centre                      | 26.3           | –                                                | –          | 20.9           | 18.1                     | 5.1               | 7.7           | 4.1                      | –               | 17.8  | 5.4        |      |     |     |      |
| 26 Sep – 6 Oct | RATING                               | 28.0           | –                                                | –          | 25.0           | 22.0                     | 8.0               | 8.0           | 2.0                      | –               | 6.0   | 3.0        |      |     |     |      |
| 15–25 Sep | R&B Group                            | 32.5           | –                                                | –          | 18.3           | 17.0                     | 4.8               | 7.7           | 5.0                      | –               | 14.7  | 14.2       |      |     |     |      |
| 21–30 May | KIIS                                 | 27.2           | –                                                | –          | 30.2           | –                        | 11.0              | 7.0           | –                        | –               | 24.6  | 3.0        |      |     |     |      |
| 2013 |                                      |                |                                                  |            |                |                          |                   |               |                          |                 |       |            |      |     |     |      |
| 21–24 Dec | Razumkov Centre                      | 32.6           | –                                                | –          | 16.6           | 18.6                     | 7.4               | 8.8           | –                        | –               | 16.0  | 14.0       |      |     |     |      |
| 2012 |                                      |                |                                                  |            |                |                          |                   |               |                          |                 |       |            |      |     |     |      |
| 17 Jan 2010 | Resultados de 2010                   | 35.3           | 13.1                                             | –          | –              | 25.1                     | 1.4               | 3.5           | –                        | –               | 21.6  | 10.2       |      |     |     |      |

## Supervisión electoral
Arsén Avákov subrayó la importancia de que en las nuevas elecciones se implementara el sistema de vigilancia Elecciones 2014 (ucraniano: "Вибори 2014"), el cual le permitiría a los votantes realizar un seguimiento del progreso de las elecciones en tiempo real, para asegurar la transparencia y evitar disturbios post-electorales, en contraste a las elecciones ucranianas anteriores. El 22 de mayo de 2014, tres días antes de las elecciones, se vieron comprometidos los principales servidores de la Comisión Electoral Central. El grupo de hackers CyberBerkut afirmó que había robado las contraseñas de los servidores. El Servicio de Seguridad de Ucrania también descubrió un virus instalado en los servidores, el cual habría destruido los resultados electorales.  El día de las elecciones, un grupo de hackers con equipo especializado fue arrestado en Kiev al intentar amañar las elecciones.

## Resultados

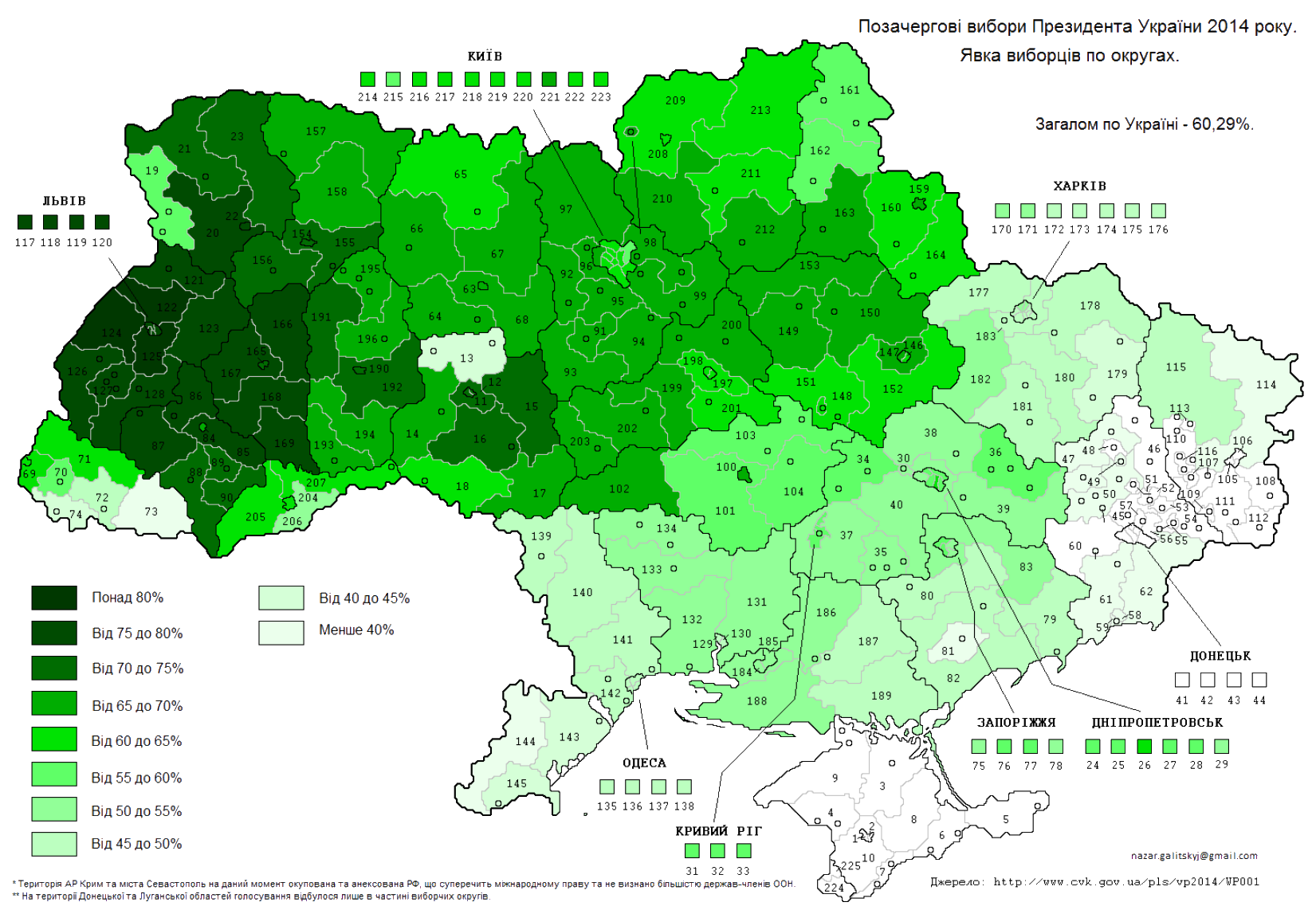
Participación por región

Las elecciones estuvieron marcadas por los seis millones de electores, mayoritariamente prorrusos, que no participaron en las elecciones respecto a las elecciones de 2010 debido a la guerra en las regiones controladas por los separatistas. 
Petró Poroshenko ganó las elecciones con el 54,70% de los votos. Su competidor más cercano fue Yulia Tymoshenko, quien obtuvo el 12,82% de los votos. La Comisión Electoral Central notificó una participación de más de un 60% exceptuando a aquellas regiones que no estaban bajo control del gobierno. Teniendo en cuenta a todas las regiones, la participación fue del 49,10%, pero la exigencia de una participación mínima había sido retirada de la Ley Electoral. En la región de Donbáss sólo el 20% de las mesas de votación fueron escrutadas debido al boicot de los separatistas pro-Rusia. De los 2.430 colegios electorales preparados (en Donbáss), sólo 426 permanecieron abiertos durante la votación.
| Candidato                        | Candidato                        | Partido                            | Votos                                                                        | %                                                                  |
| -------------------------------- | -------------------------------- | ---------------------------------- | ---------------------------------------------------------------------------- | ------------------------------------------------------------------ |
|                                  | Petró Poroshenko                 | Independiente                      | 9,857,308                                                                    | 54.70                                                              |
|                                  | Yulia Tymoshenko                 | Batkivshchina                      | 2,310,130                                                                    | 12.82                                                              |
|                                  | Oleh Lyashkó                     | Partido Radical de Ucrania         | 1,500,377                                                                    | 8.32                                                               |
|                                  | Anatoliy Hrytsenko               | Posición Civil                     | 989,029                                                                      | 5.48                                                               |
|                                  | Serhiy Tihipko                   | Independiente                      | 943,350                                                                      | 5.23                                                               |
|                                  | Mykhailo Dobkin                  | Partido de las Regiones            | 546,138                                                                      | 3.03                                                               |
|                                  | Vadim Rabinovich                 | Independiente                      | 406,301                                                                      | 2.25                                                               |
|                                  | Olga Bogomolets                  | Independiente                      | 345,384                                                                      | 1.91                                                               |
|                                  | Petro Symonenko                  | Partido Comunista de Ucrania       | 272,723                                                                      | 1.51                                                               |
|                                  | Oleh Tyahnybok                   | Svoboda                            | 210,476                                                                      | 1.16                                                               |
|                                  | Dmytro Yarosh                    | Pravy Sektor                       | 127,772                                                                      | 0.70                                                               |
|                                  | Andriy Hrynenko                  | Independiente                      | 73,277                                                                       | 0.40                                                               |
|                                  | Valeriy Konovalyuk               | Independiente                      | 69,569                                                                       | 0.38                                                               |
|                                  | Yuriy Boyko                      | Independiente                      | 35,928                                                                       | 0.19                                                               |
|                                  | Mykola Malomuzh                  | Independiente                      | 23,771                                                                       | 0.13                                                               |
|                                  | Renat Kuzmin                     | Independiente                      | 18,689                                                                       | 0.10                                                               |
|                                  | Vasyl Kuybidá                    | Movimiento Popular de Ucrania      | 12,391                                                                       | 0.06                                                               |
|                                  | Oleksandr Klymenko               | Partido de las Personas de Ucrania | 10,545                                                                       | 0.05                                                               |
|                                  | Vasyl Tsushkó                    | Independiente                      | 10,434                                                                       | 0.05                                                               |
|                                  | Volodýmyr Saránov                | Independiente                      | 6,232                                                                        | 0.03                                                               |
|                                  | Zoryan Shkiryak                  | Independiente                      | 5,021                                                                        | 0.02                                                               |
| Votos blancos/nulos              | Votos blancos/nulos              | Votos blancos/nulos                | 244,659                                                                      | 1.35                                                               |
| Total                            | Total                            | Total                              | 18,019,504                                                                   | 100                                                                |
| Votantes inscritos/participación | Votantes inscritos/participación | Votantes inscritos/participación   | 29,625,200 (exceptuando a las regiones bajo control del gobierno) 30,099,246 | 60.19 (exceptuando a las regiones bajo control del gobierno) 59,48 |
| Fuente: CEC                      |                                  |                                    |                                                                              |                                                                    |

## Reacciones
El presidente ruso Vladímir Putin reconoció los resultados de la elección.
El presidente de Estados Unidos Barack Obama felicitó a Petró Poroshenko con su victoria por teléfono 2 días después de la elección. Esto también fue hecho por el presidente de la Comisión Europea José Manuel Barroso y el presidente del Parlamento Europeo, Martin Schulz, y otros líderes de la Unión Europea como la canciller alemana, Angela Merkel y el presidente francés, François Hollande.